# Sylvan Springs
Sumiton város az USA Alabama államában, Jefferson megyében. Lakosainak száma 1653 fő (2020. április 1.).

## Népesség
A település népességének változása:

| 2010 | 1 542 |
| 2020 | 1 653 |